# Muniek Staszczyk
Zygmunt Marek Staszczyk (sinh ngày 5 tháng 11 năm 1963 tại Częstochowa) là một ca sĩ và nhạc trưởng người Ba Lan. Ông đã từng hợp tác với nhiều nghệ sĩ và ban nhạc Ba Lan như Maanam, Kasia Nosowska, Pidzama Porno, và Habakuk.

## Tiểu sử
Muniek Staszczyk tốt nghiệp tại một trường trung học ở Czestochowa. Ông cũng đã viết một bài hát về ngôi trường này. Ông tham gia biểu diễn trong ban nhạc rock Atak trước khi ông thành lập nên ban nhạc T.Love vào năm 1982.
Staszczyk kết hôn với bà Marta Kucharzak vào năm 1985 và có với nhau một cậu con trai Jan (sinh năm 1990) và một cô con gái Maria (sinh năm 1993).

## Đĩa nhạc

### Album phòng thu
| Tựa đề | Chi tiết                                                                            | Xếp hạng | Chứng chỉ   |
| Tựa đề | Chi tiết                                                                            | POL      | Chứng chỉ   |
| ------ | ----------------------------------------------------------------------------------- | -------- | ----------- |
| Muniek | - Phát hành: 15-03-2010 - Hãng đĩa: Sony Music Entertainment Poland - Định dạng: CD | 3        | - POL: Gold |

### Album trực tiếp
| Tựa đề                             | Chi tiết                                                                  |
| ---------------------------------- | ------------------------------------------------------------------------- |
| Muniek. Najmniejszy koncert świata | - Phát hành: 09-09-2010 - Hãng đĩa: Agora SA - Định dạng: tải kỹ thuật số |

### Đĩa đơn
| Tựa đề                                  | Năm  | Xếp hạng | Album               |
| Tựa đề                                  | Năm  | POL      | Album               |
| --------------------------------------- | ---- | -------- | ------------------- |
| "Święty"                                | 2010 | 4        | Muniek              |
| "Dzieje grzechu" (ft. Anna Maria Jopek) | 2010 | —        | Muniek              |
| "Nobody's Perfect"                      | 2014 | —        | Muniek (re-release) |

### Album video
| Tựa đề                             | Chi tiết                                                      |
| ---------------------------------- | ------------------------------------------------------------- |
| Muniek. Najmniejszy koncert świata | - Phát hành: 07-10-2010 - Hãng đĩa: Agora SA - Định dạng: DVD |

### Video âm nhạc
| Tựa đề                                        | Năm  | Đạo diễn                          | Album  |
| --------------------------------------------- | ---- | --------------------------------- | ------ |
| "Dzieje grzechu" (featuring Anna Maria Jopek) | 2010 | Mateusz Pleskacz, Jacek Nastał    | Muniek |
| "Święty"                                      | 2010 | Xawery Żuławski, Maria Strzelecka | Muniek |